# Kochanava
Kochanava (vitryska: Коханава) är en köping i Vitryssland.   Den ligger i voblasten Vitsebsks voblast, i den nordöstra delen av landet, 170 km öster om huvudstaden Horad Mіnsk. Kochanava ligger 216 meter över havet och antalet invånare är 4 231.

## Natur och klimat
Terrängen runt Kochanava är platt. Runt Kochanava är det ganska glesbefolkat, med 22 invånare per kvadratkilometer.. Kochanava är det största samhället i trakten.
Trakten runt Kochanava består till största delen av jordbruksmark.  Trakten ingår i den hemiboreala klimatzonen. Årsmedeltemperaturen i trakten är 2 °C. Den varmaste månaden är juli, då medeltemperaturen är 19 °C, och den kallaste är februari, med −13 °C.